# ハドリアヌス3世 (ローマ教皇)
ハドリアヌス3世（Hadrianus III, ? - 885年9月）は、第109代ローマ教皇（在位：884年5月17日 - 885年9月）。

## 生涯
出身はローマ。家系などは不明で、先代の教皇であるマリヌス1世が884年5月15日に死去したため、5月17日に教皇に選出された。しかし暴力的行為が目立つ教皇であったとされ、885年9月半ば、在位1年4か月にして死去した。モデナにおいて側近らに暗殺されたといわれている。